# 維納河 (蘇勒河支流)
47°22′51″N 8°05′03″E / 47.38087°N 8.08425°E

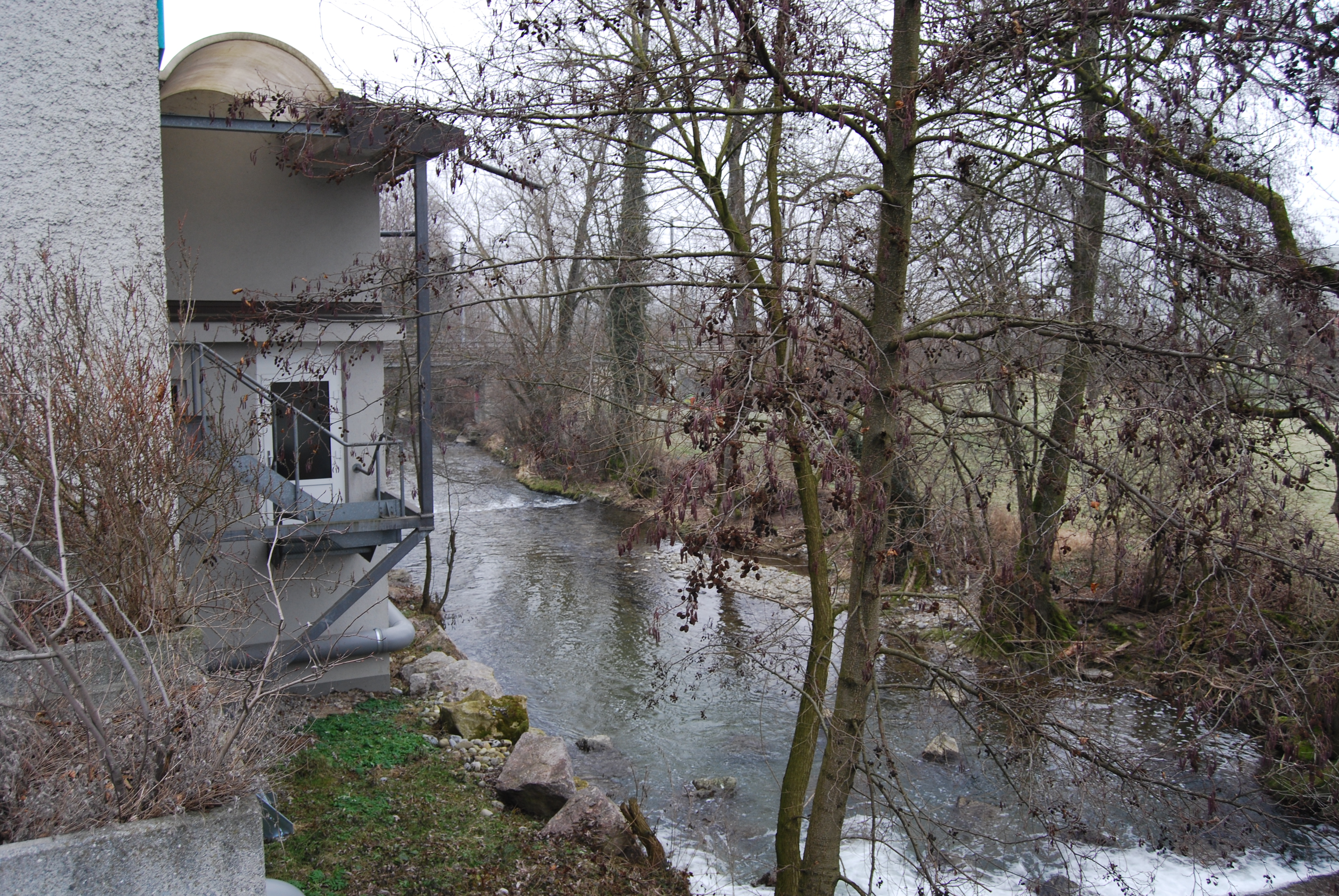

維納河是瑞士的河流，位於該國中部，流經盧塞恩州和阿爾高州，屬於蘇勒河的左支流，河道全長32公里，流域面積121平方公里，河口處在蘇爾附近，河畔城鎮有門齊肯、賴納赫和格雷尼興。